# Seconda Categoria 1911-1912
La Seconda Categoria 1911-1912 fu l'undicesimo campionato italiano di calcio per seconde squadre dei club maggiori, presenti già nel campionato di Prima Categoria, a venir disputato in Italia. Era integrato con alcune squadre titolari minori.
Fu vinto dalle giovani riserve del Milan II.

## Stagione
Il campionato nazionale seguì la stessa formula dell'anno precedente, e giunse all'ultima edizione sotto questa natura.

### Formula
Il campionato di Seconda Categoria, secondo il regolamento dei campionati entrato in vigore a partire dal 1909-1910, era strettamente sezionale, nel senso che non era prevista alcuna fase finale nazionale tra le vincitrici delle cinque sezioni in cui era divisa l'Italia (Italia nord-occidentale, Italia nord-orientale, Italia Centrale, Italia Meridionale, Italia Insulare); tuttavia, al vincitore del torneo della prima sezione era assegnata la Coppa Challenge, che rappresentava in pratica il titolo nazionale. In effetti, i giornali dell'epoca attestano che al vincitore della prima sezione, la seconda squadra del Milan, fu assegnato il titolo di Campione d'Italia delle seconde squadre.
Prevedeva un girone per ciascuna città capoluogo, eventualmente seguito da un raggruppamento regionale. La vincitrice di ciascun girone regionale si qualificava a un ulteriore girone interregionale, che assegnava il titolo sezionale. Non tutte le cinque sezioni organizzarono un campionato di Seconda Categoria.
Il calendario prevedeva per i raggruppamenti dei capoluoghi gironi di sola andata, per i gruppi regionali e interregionali gironi di andata e ritorno.

### Avvenimenti
Se i giovani rossoneri superarono solo allo spareggio gli intraprendenti concittadini della Lambro, a livello regionale si sbarazzarono facilmente del Casteggio, e anche in ambito interregionale non faticarono ad arginare i rossoblù liguri e i bianchi vercellesi.

## Partecipanti
Furono iscritte:
Squadre riserve
- Torino II
- Juventus II
- Piemonte II
- Pro Vercelli II
- Milan II
- US Milanese II
- Inter II
- Genoa II
- Andrea Doria II

Squadre titolari
- Veloces Biella
- Racing Libertas[3]
- Lambro
- Unitas
- Luino
- Casteggio
- Liguria
- Savona

Quarta sezione
- Naples
- Internazionale Napoli

## Prima sezione (Italia nord-occidentale)

### Piemonte

#### Girone torinese

##### Squadre partecipanti
| Club            | Città       | Stadio                      |
| --------------- | ----------- | --------------------------- |
| FBC Juventus II | Torino (TO) | Stadio di Corso Sebastopoli |
| Piemonte FC II  | Torino (TO) | Stadio di Corso Orbassano   |
| FBC Torino II   | Torino (TO) | Campo Piazza d'Armi         |

##### Classifica finale
|  | Pos. | Squadra     | Pt | G | V | N | P | GF | GS |
|  | ---- | ----------- | -- | - | - | - | - | -- | -- |
|  | 1.   | Juventus II | 4  | 2 | 2 | 0 | 0 | 8  | 0  |
|  | 2.   | Torino II   | 2  | 2 | 1 | 0 | 1 | 6  | 7  |
|  | 3.   | Piemonte II | 0  | 2 | 0 | 0 | 2 | 2  | 9  |

Legenda:
      Qualificata alla finale piemontese.
Note:

Due punti a vittoria, uno a pareggio, zero a sconfitta.

##### Calendario
Fonti:
| Prima giornata        | Sola andata | Sola andata  |
|                       |             |              |
| Juventus II-Torino II | 5-0         | 26 nov. 1911 |
| Riposa: Piemonte II   |             | 26 nov. 1911 |

| Seconda giornata      | Sola andata | Sola andata |
|                       |             |             |
| Torino II-Piemonte II | 6-2         | 3 dic. 1911 |
| Riposa: Juventus II   |             | 3 dic. 1911 |

| Terza giornata          | Sola andata | Sola andata  |
|                         |             |              |
| Juventus II-Piemonte II | 3-0         | 10 dic. 1911 |
| Riposa: Torino II       |             | 10 dic. 1911 |

#### Girone provinciale

##### Squadre partecipanti
| Club               | Città         | Stadio |
| ------------------ | ------------- | ------ |
| SG Pro Vercelli II | Vercelli (NO) |        |
| SC Veloces         | Biella (NO)   |        |

##### Classifica finale
|  | Pos. | Squadra         | Pt | G | V | N | P | GF | GS |
|  | ---- | --------------- | -- | - | - | - | - | -- | -- |
|  | 1.   | Pro Vercelli II | 4  | 2 | 2 | 0 | 0 | 6  | 2  |
|  | 2.   | Veloces Biella  | 0  | 2 | 0 | 0 | 2 | 2  | 6  |

Legenda:
      Qualificata alla finale piemontese.
Note:

Due punti a vittoria, uno a pareggio, zero a sconfitta.
Si sarebbero dovute giocare altre partite, sennonché l'inizialmente iscritta Forza e Virtù di Novi Ligure si ritirò per la partenza di molti dei suoi calciatori per il fronte (Campagna di Libia).
| Andata (1ª) | Andata (1ª) | Finale                  | Ritorno (2ª) | Ritorno (2ª) |
|             |             |                         |              |              |
| 3 dic.      | 3-0         | Pro Vercelli II-Veloces | 3-2          | 31 dic.      |

#### Finale piemontese
- 7 gennaio 1912: Pro Vercelli II-Juventus II' 3-0
- 14 gennaio 1912 Juventus II - Pro Vercelli II 0-3[7][8]

### Lombardia

#### Girone milanese

##### Squadre partecipanti
| Club            | Città       | Stadio               |
| --------------- | ----------- | -------------------- |
| Inter II        | Milano (MI) |                      |
| Lambro          | Milano (MI) |                      |
| Milan II        | Milano (MI) |                      |
| US Milanese II  | Milano (MI) | Campo di Via Stelvio |
| Racing Libertas | Milano (MI) | Campo Via Cimarosa   |
| Unitas          | Milano (MI) |                      |

##### Classifica finale
|  | Pos. | Squadra         | Pt | G | V | N | P | GF | GS |
|  | ---- | --------------- | -- | - | - | - | - | -- | -- |
|  | 1.   | Milan II        | 8  | 5 | 3 | 2 | 0 | 19 | 6  |
|  | 2.   | Lambro          | 8  | 5 | 3 | 2 | 0 | 16 | 6  |
|  | 3.   | Racing Libertas | 5  | 5 | 2 | 1 | 2 | 10 | 10 |
|  | 4.   | US Milanese II  | 4  | 5 | 1 | 2 | 4 | 3  | 9  |
|  | 5.   | Inter II        | 3  | 5 | 1 | 1 | 3 | 8  | 11 |
|  | 5.   | Unitas          | 3  | 5 | 0 | 3 | 2 | 3  | 14 |

Legenda:
      Qualificata alla finale lombarda.
Note:

Due punti a vittoria, uno a pareggio, zero a sconfitta.

##### Spareggio
Fonti:
|          | Risultati |        | Luogo e data             |  |
| -------- | --------- | ------ | ------------------------ |  |
| Milan II | 6 - 1     | Lambro | Milano, 17 dicembre 1911 |  |
|          |           |        |                          |  |

##### Calendario
Fonti:
| Prima giornata     | Sola andata | Sola andata  |
|                    |             |              |
| R. Libertas-USM II | 4-1         | 12 nov. 1911 |
| Unitas-Inter II    | 1-1         | 12 nov. 1911 |
| Lambro-Milan II    | 3-3         | 12 nov. 1911 |

| Seconda giornata     | Sola andata | Sola andata  |
|                      |             |              |
| R. Libertas-Inter II | 3-0         | 19 nov. 1911 |
| Lambro-USM II        | 1-1         | 19 nov. 1911 |
| Milan II-Unitas      | 8-1         | 19 nov. 1911 |

| Terza giornata     | Sola andata | Sola andata  |
|                    |             |              |
| Lambro-Inter II    | 3-0         | 26 nov. 1911 |
| USM II-Milan II    | 0-0         | 26 nov. 1911 |
| R. Libertas-Unitas | 0-0         | 26 nov. 1911 |

| Quarta giornata    | Sola andata | Sola andata |
|                    |             |             |
| Milan II-Inter II  | 4-1         | 3 dic. 1911 |
| USM II-Unitas      | 1-1         | 3 dic. 1911 |
| Lambro-R. Libertas | 5-2         | 3 dic. 1911 |

| Quinta giornata      | Sola andata | Sola andata  |
|                      |             |              |
| Lambro-Unitas        | 4-0         | 10 dic. 1911 |
| Inter II-USM II      | 6-0         | 10 dic. 1911 |
| Milan II-R. Libertas | 4-1         | 10 dic. 1911 |

#### Girone provinciale

##### Squadre partecipanti
| Club      | Città          | Stadio |
| --------- | -------------- | ------ |
| Casteggio | Casteggio (PV) |        |
| FBC Luino | Luino (CO)     |        |

##### Classifica finale
|  | Pos. | Squadra   | Pt | G | V | N | P | GF | GS |
|  | ---- | --------- | -- | - | - | - | - | -- | -- |
|  | 1.   | Casteggio | 3  | 2 | 1 | 1 | 0 | .  | .  |
|  | 2.   | Luino     | 1  | 2 | 0 | 1 | 1 | .  | .  |

Legenda:
      Qualificata alla finale lombarda.
Note:

Due punti a vittoria, uno a pareggio, zero a sconfitta.

##### Calendario
| Andata (1ª) | Andata (1ª) | Finale          | Ritorno (2ª) | Ritorno (2ª) |
|             |             |                 |              |              |
| 10 dic.     | -           | Luino-Casteggio | 0-5          | 17 dic.      |

|           | Risultati |           | Luogo e data                |  |
| --------- | --------- | --------- | --------------------------- |  |
| Luino     | ? - ?     | Casteggio | Luino, 10 dicembre 1911     |  |
| Casteggio | 5 - 0     | Luino     | Casteggio, 17 dicembre 1911 |  |
|           |           |           |                             |  |

#### Finale lombarda
Fonti:
| Andata (1ª) | Andata (1ª) | Finale             | Ritorno (2ª) | Ritorno (2ª) |
|             |             |                    |              |              |
| 14 gen.     | 1-5         | Casteggio-Milan II | 1-7          | 21 gen.      |

|           | Risultati |           | Luogo e data               |  |
| --------- | --------- | --------- | -------------------------- |  |
| Casteggio | 1 - 5     | Milan II  | Casteggio, 14 gennaio 1912 |  |
| Milan II  | 7 - 1     | Casteggio | Milano, 21 gennaio 1912    |  |
|           |           |           |                            |  |

### Liguria

#### Girone genovese

##### Squadre partecipanti
| Club            | Città       | Stadio                       |
| --------------- | ----------- | ---------------------------- |
| Andrea Doria II | Genova (GE) | Campo sportivo della Cajenna |
| Genoa II        | Genova (GE) | Campo di Via del Piano       |
| Liguria         | Genova (GE) |                              |

##### Classifica finale
|  | Pos. | Squadra         | Pt | G | V | N | P | GF | GS |
|  | ---- | --------------- | -- | - | - | - | - | -- | -- |
|  | 1.   | Genoa II        | 4  | 2 | 2 | 0 | 0 | 7  | 3  |
|  | 2.   | Andrea Doria II | 2  | 2 | 1 | 0 | 1 | 5  | 6  |
|  | 3.   | Liguria         | 0  | 2 | 0 | 0 | 2 | 7  | 10 |

Legenda:
      Qualificata alla finale ligure.
Note:

Due punti a vittoria, uno a pareggio, zero a sconfitta.

##### Calendario
Fonti:
| Prima giornata           | Sola andata | Sola andata |
|                          |             |             |
| Genoa II-Andrea Doria II | 2-0         | 3 dic. 1911 |
| Riposa: Liguria          |             | 3 dic. 1911 |

| Seconda giornata        | Sola andata | Sola andata  |
|                         |             |              |
| Andrea Doria II-Liguria | 5-4         | 10 dic. 1911 |
| Riposa: Genoa II        |             | 10 dic. 1911 |

| Terza giornata          | Sola andata | Sola andata |
|                         |             |             |
| Genoa II-Liguria        | 5-3         | 7 gen. 1912 |
| Riposa: Andrea Doria II |             | 7 gen. 1912 |

#### Finale ligure

##### Squadre partecipanti
| Club        | Città       | Stadio                 |
| ----------- | ----------- | ---------------------- |
| Genoa II    | Genova (GE) | Campo di Via del Piano |
| FG Savonese | Savona (GE) |                        |

##### Calendario
Fonti:
| Andata (1ª) | Andata (1ª) | Finale            | Ritorno (2ª) | Ritorno (2ª) |
|             |             |                   |              |              |
| 14 gen.     | 3-2         | Savonese-Genoa II | 1-3          | 21 gen.      |

##### Spareggi
Fonti:
| Spareggio         | gara unica | gara unica |
|                   |            |            |
| Genoa II-Savonese | 2-2        | 28 gen.    |

| Ripetizione spareggio | gara unica | gara unica |
|                       |            |            |
| Genoa II-Savonese     | 3-1        | 4 feb.     |

### Girone nazionale

#### Classifica
|  | Pos. | Squadra         | Pt | G | V | N | P | GF | GS |
|  | ---- | --------------- | -- | - | - | - | - | -- | -- |
|  | 1.   | Milan II        | 6  | 4 | 3 | 0 | 1 | 7  | 2  |
|  | 2.   | Pro Vercelli II | 5  | 4 | 2 | 1 | 1 | 4  | 4  |
|  | 3.   | Genoa II        | 1  | 4 | 0 | 1 | 3 | 2  | 7  |

Legenda:
      Campione d'Italia riserve 1911-1912.
Note:

Due punti a vittoria, uno a pareggio, zero a sconfitta.

#### Calendario
Il calendario fu pubblicato da La Stampa Sportiva:
| Andata (1ª)  | Andata (1ª)      | Prima giornata           | Ritorno (4ª) | Ritorno (4ª) |
|              |                  |                          |              |              |
| 28 gen. 1912 | 3-0              | Milan II-Pro Vercelli II | 0-1          | 18 feb. 1912 |
| 28 gen. 1912 | Riposa: Genoa II |                          |              | 18 feb. 1912 |

| Andata (2ª)  | Andata (2ª)      | Seconda giornata         | Ritorno (5ª) | Ritorno (5ª) |
|              |                  |                          |              |              |
| 24 mar. 1912 | 1-1              | Pro Vercelli II-Genoa II | 2-0          | 25 feb. 1912 |
| 24 mar. 1912 | Riposa: Milan II |                          |              | 25 feb. 1912 |

| Andata (3ª)  | Andata (3ª)             | Terza giornata    | Ritorno (6ª) | Ritorno (6ª) |
|              |                         |                   |              |              |
| 21 apr. 1912 | 1-2                     | Genoa II-Milan II | 0-2          | 31 mar. 1912 |
| 21 apr. 1912 | Riposa: Pro Vercelli II |                   |              | 31 mar. 1912 |

| Milan Campione d'Italia di Seconda Categoria 1912. |

## Seconda sezione (Italia nord-orientale)

### Veneto

#### Girone veneziano

##### Classifica finale
|  | Pos. | Squadra           | Pt | G | V | N | P | GF | GS |
|  | ---- | ----------------- | -- | - | - | - | - | -- | -- |
|  | 1.   | Volontari Venezia | 3  | 2 | 1 | 1 | 0 | 5  | 2  |
|  | 2.   | Venezia II        | 1  | 2 | 0 | 1 | 1 | 2  | 5  |

Legenda:
      Qualificata alle finali venete.
Note:

Due punti a vittoria, uno a pareggio, zero a sconfitta.

##### Calendario
Fonti:
| Andata (1ª) | Andata (1ª) | Finale               | Ritorno (2ª) | Ritorno (2ª) |
|             |             |                      |              |              |
| 21 gen.     | 1-1         | Venezia II-Volontari | 1-4          | 28 gen.      |

#### Finali venete

##### Classifica finale
|  | Pos. | Squadra           | Pt | G | V | N | P | GF | GS |
|  | ---- | ----------------- | -- | - | - | - | - | -- | -- |
|  | 1.   | Volontari Venezia | 6  | 3 | 3 | 0 | 0 | .  | .  |
|  | 2.   | Vicenza II        | 2  | 3 | 1 | 0 | 2 | .  | .  |
|  | 2.   | Hellas II         | 2  | 4 | 1 | 0 | 3 | .  | .  |

Legenda:
      Qualificata alla finale veneto-emiliana.
Note:

Due punti a vittoria, uno a pareggio, zero a sconfitta.
Nota bene: classifica incompleta (manca il risultato di una partita).

##### Verdetti finali
- Volontari campione veneto di Seconda Categoria, qualificata alla finale della sezione veneto-emiliana.

##### Calendario
- 21-01-1912: Vicenza II-Hellas II 4-3.[15]
- 28-01-1912: Hellas II-Vicenza II 4-0.[18][19]
- 04-02-1912: Volontari-Vicenza II 3-1.[20]
- 11-02-1912: Volontari-Hellas II 3-0.[28]
- 18-02-1912: Hellas II-Volontari 0-5.[24][29]

### Emilia
Verdetti
- L'Associazione Studentesca del Calcio di Modena vinse il titolo regionale emiliano per il forfait della Sempre Avanti! di Bologna e si qualificò alla finale della sezione veneto-emiliana.

### Finale
Lo svolgimento della finale veneto-emiliana tra il Volontari di Venezia e l'Associazione Studentesca del Calcio di Modena fu alquanto rocambolesco. La partita di andata, disputata a Modena il 25 febbraio 1912 e arbitrata da Mauro di Milano, fu sospesa dall'arbitro dopo appena 25 minuti, con la compagine modenese già in svantaggio di due reti (0-2), per il mancato rispetto da parte del pubblico modenese di quell'articolo del regolamento FIGC che prevedeva per i campi non cintati che gli spettatori dovessero stare minimo 1,5 m distanti dal campo. La partita fu quindi annullata e fatta ripetere.
La nuova partita d'andata si disputò quindi a Venezia il 17 marzo 1912 e fu snobbata dai modenesi che impiegarono perlopiù riserve, preferendo schierare i titolari nella partita contro l'Audax di Modena. Il Volontari si impose così agevolmente per 6-0. La partita di ritorno, prevista a Modena il 24 marzo, non si disputò nemmeno per la rinuncia della squadra modenese. Fu così che il Volontari si laureò campione della seconda sezione di Seconda Categoria.
| Andata (1ª) | Andata (1ª) | Finale               | Ritorno (2ª) | Ritorno (2ª) |
|             |             |                      |              |              |
| 17 mar.     | 6-0         | Volontari-Ass. Stud. | 2-0          | 24 mar.      |

Verdetti finali
- Volontari campione della seconda sezione di Seconda Categoria 1911-1912.

## Quarta sezione (Italia meridionale)
Le notizie su questo torneo sono molto frammentarie. Stando a un articolo pubblicato su Il mattino del 21-22 aprile 1912, al campionato meridionale di Seconda Categoria si iscrissero due squadre napoletane, il Naples e l'Internazionale. Il confronto tra Internazionale e Naples durò ben cinque partite. L'Internazionale vinse la gara di andata (disputatasi il 21 aprile), il Naples quella di ritorno (disputatasi il 28 aprile e vinta per 3-1), il primo spareggio (disputato il 5 maggio) terminò 1-1 all'oltranza dopo 142 minuti di gioco, il secondo spareggio terminò 2-2, fu solo al terzo spareggio che l'Internazionale si laureò campione. Anche La Stampa Sportiva conferma la vittoria dell'Internazionale.

### Classifica finale
|  | Pos. | Squadra               | Pt | G | V | N | P | GF | GS |
|  | ---- | --------------------- | -- | - | - | - | - | -- | -- |
|  | 1.   | Internazionale Napoli | 2  | 2 | 1 | 0 | 1 | 5  | 6  |
|  | 2.   | Naples                | 2  | 2 | 1 | 0 | 1 | 6  | 5  |

Legenda:
      Campione della Quarta Sezione di Seconda Categoria.
Note:

Due punti a vittoria, uno a pareggio, zero a sconfitta.
L'Internazionale vinse il campionato in seguito ad ulteriori partite di spareggio.

### Calendario
| Andata (1ª) | Andata (1ª) | Finale                | Ritorno (2ª) | Ritorno (2ª) |
|             |             |                       |              |              |
| 21 apr.     | 4-3         | Internazionale-Naples | 1-3          | 28 apr.      |

Nota Bene: E' da chiarire quale squadra giocò in casa e quale in trasferta.

#### Spareggi
| Spareggio             | gara unica | gara unica |
|                       |            |            |
| Naples-Internazionale | 1-1        | 5 mag.     |

| Ripetizione spareggio | gara unica | gara unica |
|                       |            |            |
| Naples-Internazionale | 2-2        | 12 mag.    |

| Ripetizione spareggio | gara unica | gara unica |
|                       |            |            |
| Internazionale-Naples | 2-1        | 19 mag.    |

L'Internazionale vinse il campionato imponendosi nella terza partita di spareggio.